# Karl Dillschneider
Karl Dillschneider (* 8. Dezember 1904 in Berlin; † 21. September 1998 in Bremen) war ein deutscher Architekt, Baubeamter und Denkmalpfleger in Bremen.

## Biografie
Dillschneider war der Sohn eines Architekten und späteren Stadtbauinspektors von Wilhelmshaven. Er studierte an der Technischen Hochschule Berlin und an der Technischen Hochschule München Architektur und schloss das Studium als Diplom-Ingenieur ab. Von 1928 bis 1937 war er im Rheinland tätig. Nach seiner Heirat mit einer Bremerhavenerin war er in einer Planungsgemeinschaft von oldenburgisch-bremischen Architekten tätig.
Nach seiner Militärzeit von 1944 bis 1945 im Zweiten Weltkrieg war er als Architekt im Planungsamt der Bremer Baubehörde beschäftigt und wurde 1954 Baurat sowie 1965 Oberbaurat. Seit 1959 engagierte er sich für den Erhalt des Stadtquartiers Schnoor. 1964 wurde er als Nachfolger von Rudolf Stein Leiter des städtischen Amtes für Denkmalpflege. Ihm folgte 1971 – nunmehr als Landeskonservator – Hans-Christoph Hoffmann.
Dillschneider war viele Jahre Vorsitzender des Vereins für Niedersächsisches Volkstum. Als guter Zeichner und Aquarellist fertigte er eine Reihe von Bildern von Bremer Bauten.

## Auszeichnungen
Vor allem für seine Verdienste um die Denkmalpflege in Bremen erhielt Dillschneider verschiedene Auszeichnungen:
- 1975: Verdienstkreuz 1. Klasse der Bundesrepublik Deutschland
- 1979: Päpstlicher Ehrenorden Pro Ecclesia et Pontifice
- 1984: Senatsmedaille für Kunst und Wissenschaft der Freien Hansestadt Bremen
- 1986: Großes Verdienstkreuz der Bundesrepublik

## Werk

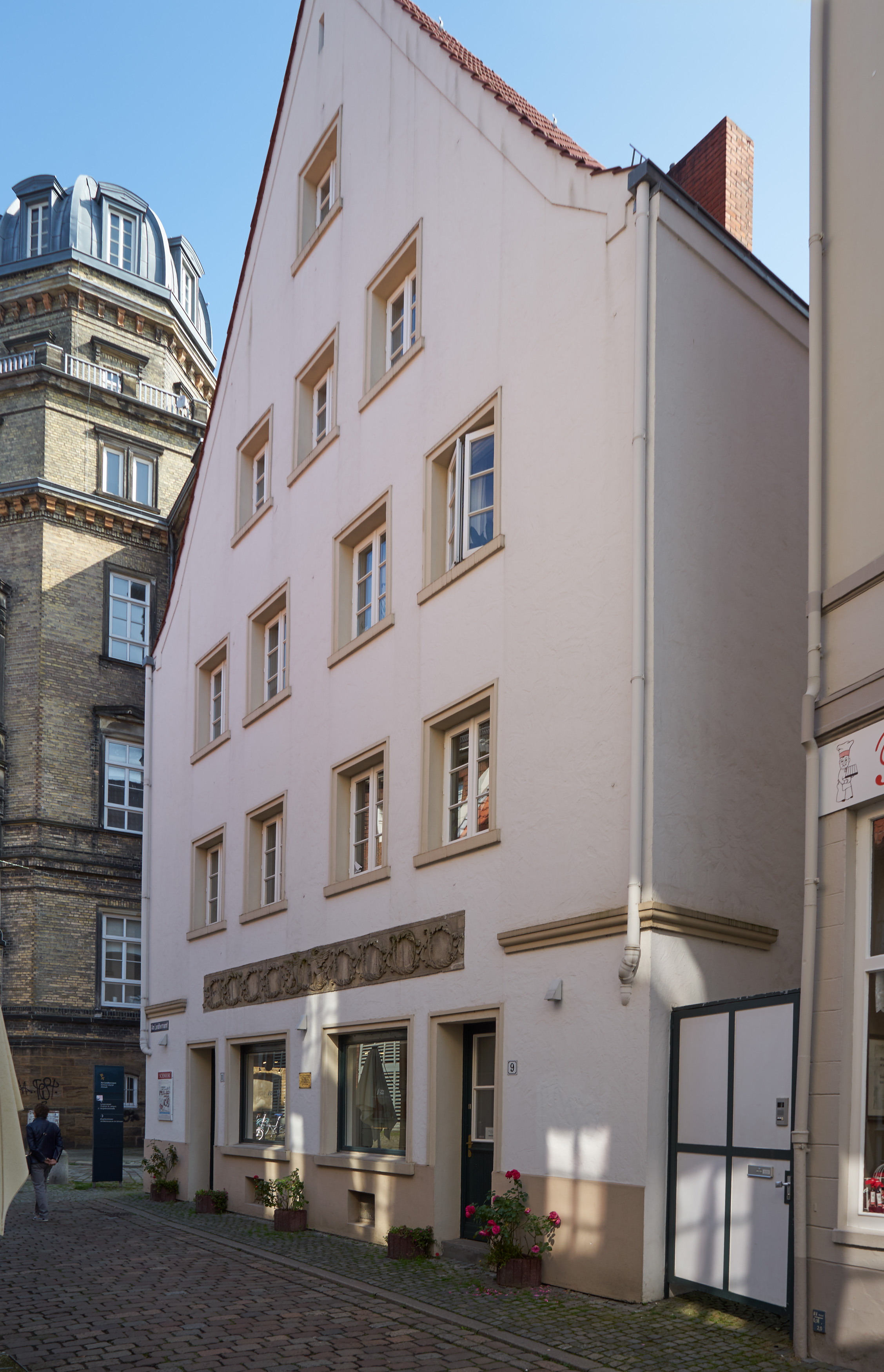
Haus Am Landherrnamt 9

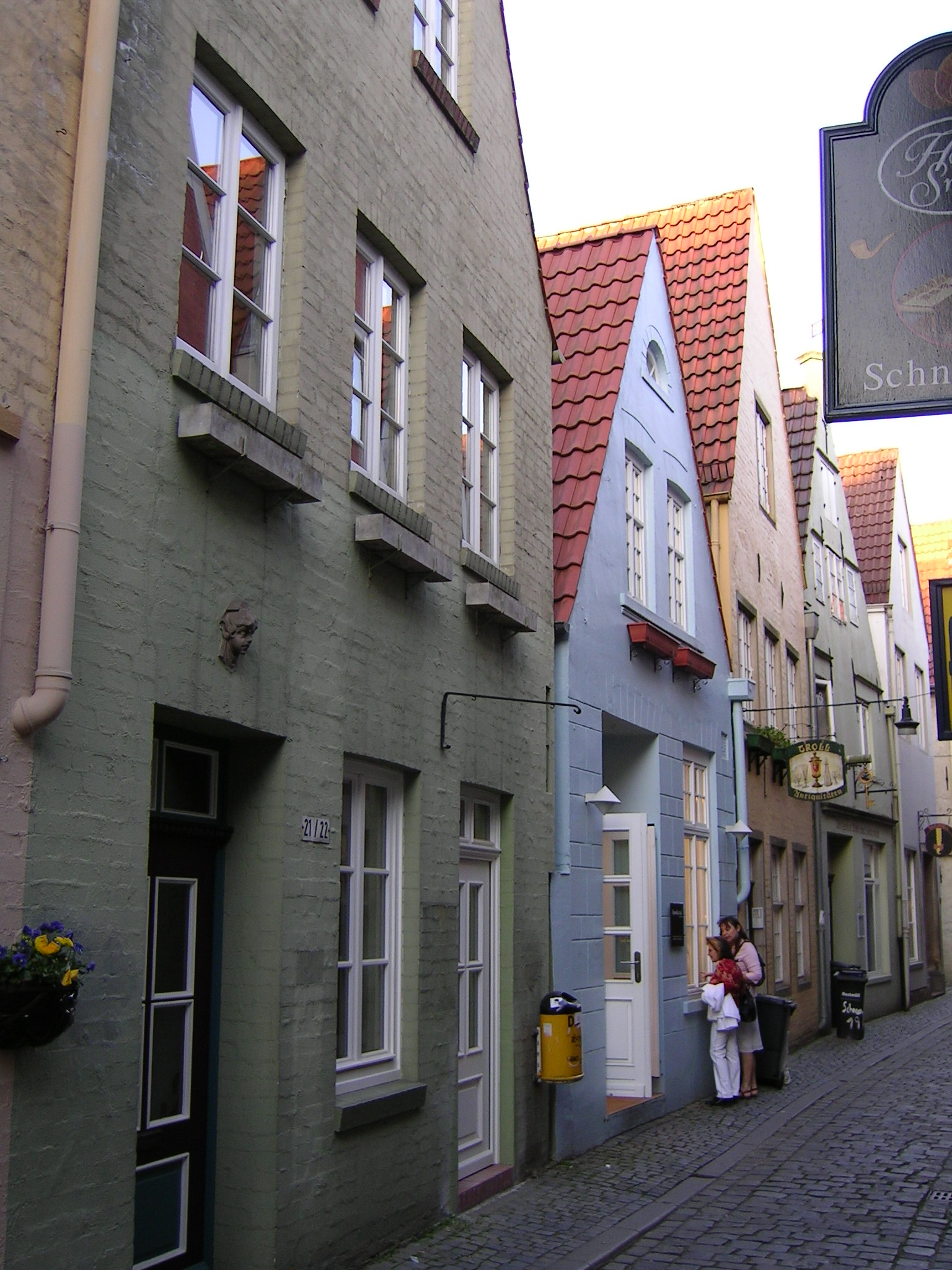
Schnoor 21, vorderes Haus

### Bauten
- 1961: Umbau Wohnhaus Schnoor 10 in Bremen
- 1963: Umbau Wohnhaus Schnoor 29 in Bremen
- 1963: Umbau Wohnhaus Schnoor 42 in Bremen
- 1963: Wohnhaus Hinter der Holzpforte 4 in Bremen
- 1964: Wohnhaus Schnoor 21–22
- 1965: Wohnhaus Am Landherrnamt 9 in Bremen
- 1967/68: Wohnhäuser Hinter der Balge Nr. 2, 5, 6 und 12
- 1967: Umbau des Wohnhauses Marterburg 29A–29B in Bremen
- 1968: Wohnhaus Schnoor / Marterburg / Hinter der Balge

### Schriften
- St. Johann in Bremen. Bremen 1973.
- Baudenkmäler des Landes Bremen. Der Schnoor. Neues Leben in Bremens ältestem Stadtteil. Hauschild, Bremen 1978.
- Das Marschenheim des Dichters Hermann Allmers in Rechtenfleth. Hermann Allmers-Gesellschaft, Bremen 1979.
- Karl Dillschneider, Wolfgang Loose: De Staven im Schnoor. Die alten Badestuben am Stavendamm im Schnoor zu Bremen. Hauschild, Bremen 1981.
- Karl Dillschneider, Wolfgang Loose: Der Schnoor Alt + Neu. Eine Gegenüberstellung in Bildern. Schnoor-Verein Heini Holtenbeen e. V., Bremen 1981.
- Karl Dillschneider, Wolfgang Loose (Text), Rüdiger Nagel (Fotos): Der Schnoor. Blick hinter die Fassaden. Schnoor-Verein Heini Holtenbeen e. V., Bremen 1982.
- Die St.-Pauli-Kirche in der Bremer Neustadt. Bremen 1982.